# Matilde d'Inghilterra (duchessa)
Matilde d'Inghilterra (Londra, giugno 1156 – Brunswick, 28 giugno 1189) fu duchessa di Sassonia e di Baviera, nonché contessa di Brunswick.

## Biografia
Matilde era la terzogenita, ma prima figlia, di Enrico II d'Inghilterra, e di sua moglie, Eleonora d'Aquitania; prese il nome dalla nonna paterna, l'imperatrice Matilde e fu battezzata poco dopo la nascita nella chiesa della Santissima Trinità ad Aldgate da Teobaldo di Bec, arcivescovo di Canterbury. Nel 1160, la regina Eleonora e sua figlia si unirono al re che si trovava in Normandia e vi rimasero presumibilmente fino al 1163.

## Matrimonio
Dopo la contestata elezione papale del 1159 e il successivo scisma, Enrico II stabilì legami più stretti con il Sacro Romano Impero, in particolare quando egli stesso entrò in conflitto con il clero inglese guidato da Thomas Becket, arcivescovo di Canterbury; ciò si rifletté all'inizio del 1165, quando l'imperatore Federico I, inviò alla corte inglese un'ambasceria guidata da Rainaldo di Dassel, arcivescovo di Colonia, con lo scopo di combinare un'alleanza matrimoniale inglese-tedesca e il duca Enrico il Leone fu scelto come futuro sposo di Matilde (cugino dell'imperatore e uno dei più potenti principi tedeschi del suo tempo). Ci fu conflitto durante i negoziati, tuttavia, quando Robert de Beaumont, II conte di Leicester si rifiutò di salutare l'arcivescovo tedesco, sostenendo che fosse uno scismatico e un sostenitore dell'antipapa Vittore IV.
Al momento delle trattative matrimoniali con il duca di Sassonia, Matilde si trovava con la madre in Normandia e tornò in Inghilterra solo nell'autunno 1166. Inizialmente si pensò di far sposare la seconda figlia di Enrico II, Eleonora Plantageneta, con un figlio dell'imperatore Federico, ma il progetto fu abbandonato. All'inizio del 1167 il duca di Sassonia inviò un ambasciatore per consegnargli la sposa; Matilde, accompagnata dalla madre, salpò da Dover per la Normandia il giorno di San Michele (29 settembre), e da lì, probabilmente dopo Natale, partì per la Germania. Enrico il Leone incontrò la sua sposa a Minden, dove si sono sposati nella cattedrale locale dal vescovo Werner il 1 febbraio 1168.
La coppia ebbe cinque figli:
- Matilde (conosciuta anche con il nome di Richenza) (1172-13 gennaio 1209), sposò, in prime nozze, il conte Goffredo II di Perche, e in seconde nozze il signore di Coucy, Enguerrando III Le Bâtisseur (?-1242);
- Enrico I di Brunswick (1173-28 aprile 1227), duca di Brunswick e conte palatino del Reno col nome di Enrico V;
- Lotario (1174-15 ottobre 1190);
- Ottone IV di Brunswick (1182-1218), re dei Romani, re d'Italia e imperatore;
- Guglielmo I l'Anziano o il Grosso (11 aprile 1184- 12 dicembre 1213), duca di Luneburgo.

Il marito di Matilde aveva 27 anni più di lei ed era già stato sposato molto prima della sua nascita: Enrico aveva divorziato dalla sua prima moglie, Clemenzia di Zähringen, nel 1162. Come duca al potere di Baviera, Sassonia e Brunswick, secondo quanto riferito, tutto gli apparteneva "dall'Elba al Reno, dall'Harz al mare" . La residenza ufficiale del Duca si trovava a Brunswick. James Panton scrisse che nei primi anni di matrimonio, nonostante la sua giovinezza, Matilde governava le vaste proprietà del marito in sua assenza. Tornato in Germania, Enrico il Leone e sua moglie tennero una magnifica corte al castello di Dankwarderode. Fecero erigere la cattedrale di Brunswick dal 1173 in poi e iniziarono il Lucidarius, la prima opera originale in lingua tedesca in prosa, così come i Vangeli di Enrico il Leone, un capolavoro dell'illuminazione del libro romanico.

## Esilio
Nel 1180, il conflitto sorto qualche anno prima tra Enrico e l'imperatore Federico I raggiunse finalmente il culmine quando il duca di Sassonia fu processato in contumacia per insubordinazione da una giuria di vescovi e principi a Würzburg e privato delle sue terre e dichiarato fuorilegge. Il motivo del conflitto fu il rifiuto di Enrico nel 1174 di andare con l'Imperatore in una spedizione nel Ducato di Normandia, dominio appartenente al padre di Matilde; quando la campagna fallì, l'imperatore incolpò amaramente Enrico, che si rifiutò di sostenere il suo signore supremo, e dichiarò che quella legge imperiale annullava la legge tedesca tradizionale. Enrico si rifiutò di sottomettersi e l'imperatore pose l'assedio a Brunswick. Alla fine del novembre 1181, Enrico il Leone finalmente obbedì alla decisione imperiale e lasciò il paese per tre anni. L'imperatore Federico I fornì a Matilde un reddito dalle terre che avrebbe ricevuto da vedova, e la invitò a soggiornare in uno dei castelli situati in queste terre, ma lei decise di andare in esilio alla corte del padre con il marito. In esilio, Matilde ed Enrico il Leone furono accompagnati dai figli, tranne uno dei più piccoli, Lotario, che rimase in Germania come ostaggio.

## Morte
Nell'estate del 1182 la coppia raggiunse Argentan in Normandia, dove probabilmente Matilde diede alla luce un figlio che morì poco dopo; durante la loro permanenza conobbe il trovatore Bertran de Born, il quale, chiamandola "Elena" o "Lana", fece di Matilde l'oggetto del suo desiderio in due dei suoi poemi di "amor cortese". Il 12 giugno 1184 Matilde partì per l'Inghilterra, dove nello stesso anno a Winchester diede alla luce un altro figlio. A novembre Matilde era a Londra con il marito e festeggiarono il Natale a Windsor con la famiglia reale. Nel 1185, quando terminò il periodo di esilio di Enrico, grazie alla mediazione del monarca inglese, fu loro permesso di tornare in Sassonia. All'inizio del 1189, l'imperatore diede a Enrico il Leone la possibilità di accompagnarlo nella terza crociata o di andare in esilio. Enrico tornò in Inghilterra, mentre questa volta Matilde rimase a Braunschweig per difendere gli interessi di suo marito. Tuttavia, morì tre mesi dopo all'età di 33 anni, 8 giorni prima di suo padre. Dopo la sua morte, suo marito entrò di nuovo in Germania e finalmente si riconciliò con il figlio dell'imperatore Federico, Enrico VI.

## Ascendenza
|                          |                          |                                     | Genitori                      |  |  | Nonni |  |  | Bisnonni        |  |  | Trisnonni        |  |
|                          |                          |                                     |                               |  |  |       |  |  | Folco V d'Angiò |  |  | Folco IV d'Angiò |  |
|                          |                          |                                     |                               |  |  |       |  |  | Folco V d'Angiò |  |  | Folco IV d'Angiò |  |
|                          |                          | Bertrada di Montfort                |                               |  |  |       |  |  | Folco V d'Angiò |  |  |                  |  |
| Goffredo V d'Angiò       |                          |                                     |                               |  |  |       |  |  | Folco V d'Angiò |  |  |                  |  |
|                          |                          | Eremburga del Maine                 | Elia I del Maine              |  |  |       |  |  |                 |  |  |                  |  |
|                          |                          | Eremburga del Maine                 | Elia I del Maine              |  |  |       |  |  |                 |  |  |                  |  |
|                          |                          | Eremburga del Maine                 | Matilda di Château-du-Loir    |  |  |       |  |  |                 |  |  |                  |  |
| Enrico II d'Inghilterra  |                          | Eremburga del Maine                 |                               |  |  |       |  |  |                 |  |  |                  |  |
|                          |                          | Enrico I d'Inghilterra              | Guglielmo I d'Inghilterra     |  |  |       |  |  |                 |  |  |                  |  |
|                          |                          | Enrico I d'Inghilterra              | Guglielmo I d'Inghilterra     |  |  |       |  |  |                 |  |  |                  |  |
|                          |                          | Enrico I d'Inghilterra              | Matilde delle Fiandre         |  |  |       |  |  |                 |  |  |                  |  |
| Matilde d'Inghilterra    |                          | Enrico I d'Inghilterra              |                               |  |  |       |  |  |                 |  |  |                  |  |
|                          |                          | Matilde di Scozia                   | Malcolm III di Scozia         |  |  |       |  |  |                 |  |  |                  |  |
|                          |                          | Matilde di Scozia                   | Malcolm III di Scozia         |  |  |       |  |  |                 |  |  |                  |  |
|                          |                          | Matilde di Scozia                   | Margaret di Scozia            |  |  |       |  |  |                 |  |  |                  |  |
| Matilde d'Inghilterra    |                          | Matilde di Scozia                   |                               |  |  |       |  |  |                 |  |  |                  |  |
|                          | Guglielmo IX d'Aquitania | Guglielmo VIII di Aquitania         |                               |  |  |       |  |  |                 |  |  |                  |  |
|                          | Guglielmo IX d'Aquitania | Guglielmo VIII di Aquitania         |                               |  |  |       |  |  |                 |  |  |                  |  |
|                          | Guglielmo IX d'Aquitania | Hildegarda di Borgogna              |                               |  |  |       |  |  |                 |  |  |                  |  |
| Guglielmo X di Aquitania | Guglielmo IX d'Aquitania |                                     |                               |  |  |       |  |  |                 |  |  |                  |  |
|                          |                          | Filippa di Tolosa                   | Guglielmo IV di Tolosa        |  |  |       |  |  |                 |  |  |                  |  |
|                          |                          | Filippa di Tolosa                   | Guglielmo IV di Tolosa        |  |  |       |  |  |                 |  |  |                  |  |
|                          |                          | Filippa di Tolosa                   | Emma di Mortain               |  |  |       |  |  |                 |  |  |                  |  |
| Eleonora d'Aquitania     |                          | Filippa di Tolosa                   |                               |  |  |       |  |  |                 |  |  |                  |  |
|                          |                          | Aimery I, Visconte di Châtellerault | Boson II de Châtellerault     |  |  |       |  |  |                 |  |  |                  |  |
|                          |                          | Aimery I, Visconte di Châtellerault | Boson II de Châtellerault     |  |  |       |  |  |                 |  |  |                  |  |
|                          |                          | Aimery I, Visconte di Châtellerault | Alienor de Thouars            |  |  |       |  |  |                 |  |  |                  |  |
| Aénor di Châtellerault   |                          | Aimery I, Visconte di Châtellerault |                               |  |  |       |  |  |                 |  |  |                  |  |
|                          |                          | Dangerose de l'Isle Bouchard        | Barthelemy de L'Isle Bouchard |  |  |       |  |  |                 |  |  |                  |  |
|                          |                          | Dangerose de l'Isle Bouchard        | Barthelemy de L'Isle Bouchard |  |  |       |  |  |                 |  |  |                  |  |
|                          |                          | Dangerose de l'Isle Bouchard        | Gerberge de Blaison           |  |  |       |  |  |                 |  |  |                  |  |
|                          |                          | Dangerose de l'Isle Bouchard        |                               |  |  |       |  |  |                 |  |  |                  |  |